# Абай (Коргалжинський район)
Аба́й (каз. Абай) — село у складі Коргалжинського району Акмолинської області Казахстану. Входить до складу Коргалжинського сільського округу.
Населення — 74 особи (2021; 83 у 2009, 320 у 1999, 527 у 1989).
Національний склад станом на 1989 рік:
- казахи — 100 %.